# Xulistan
Xulistan (literalment País dels xuls o País Xul) és una regió històrica del Fars a l'Iran. Li va donar nom la tribu dels Xuls, un grup separat dels lurs. Avui és un districte del comtat de Mamasani, sent anteriorment un buluk, i el nom és pel riu Xulistan Rud. El districte mesura 156 per 96 km i té a l'est els de Kamfiruz i Ardakan; al nor i oest Razgird i Kuh-Goluya; al sud el comtat de Kazrun o Kazerun; dels sis cantons del districte quatre porten noms de fraccions mamasanis: Bakeix, Javid, Duzmansiyari i Rustam. El districte té 58 pobles i el 1980 hi vivien unes 25.000 persones; els clans kurds estan governats per kalantars hereditaris.

## Història
Sota els sassànides el territori era part del districte de Xapur-khura; la capital era Nawbandagan (àrab Nawbandjan) que hauria estat fundada per Sapor I i estava en la ruta que unia Fars i Khuzestan el que la va fer important ràpidament. Fou conquerida per Uthman ibn Abi l-As el 643. Sota el califat fou un lloc de certa importància, sovint esmentat, i que estava regat per una sèrie de rierols que formaven el riu Zohra; el rierol principal era el Khwabdan avui dia Ab-e Faliyan o Ab-i Xur.
Al segle x els xuls vivien al Luristan; el seu cap (pixwa) Sayf al-Din Makan Ruzbihani descendia de caps locals que governaven des de temps dels sassànides, i estava supeditat al governador àrab (hakim) de nom Nadjm al-Din. Al començament del segle xii (1106) tribus kurdes procedents del Djabal al-Summak a Síria van emigrar al Luristan on van fundar la dinastia d'atabegs del Gran Lur (Lur-i Buzurg) que sota l'atabeg Hazarasp (1203-1252) van expulsar els xuls cap al Fars. Hazarasp va aconsellar al xa de Coràsmia Ala al-Din Muhammad de fer-se fort al darrere del la cadena de Tang-i Talu i aixecar contra els mongols a cent mil lurs, xuls, farsis i xabankares. Raixid al-Din diu que entre els defensors de Mossul el 1260 hi havia kurds, turcmans i xuls. L'atabeg de Lur-i Buzurg, YusufXah I (vers 1274-1288) va atacar als xuls i va matar el germà del seu cap Nadjm al-Din. Al final del segle xiii Marco Polo esmenta vuit regnes de Pèrsia entre els quals l'anomenat Suolestan que es creu designava al territori de Nawbandagan o Nawbandjan. Una carta xinesa assenyala, entre Siraz i Kazrun un país anomenat Xe-la-tsz que seria la versió xinesa de Xulistan. Cap historiador musulmà esmenta una dinastia Xul, però és segur que tenien governants hereditaris com diu Mustawfi, que eren descendents de Nadjm al-Din Akbar. Ibn Battuta esmenta la seva trobada ambs xuls a Siraz (1347) quan anava cap a Kazrun, i els considerava una "tribu persa del desert"; els diccionaris perses parlen de la llengua xuli, semblant al ramandi i al Xahri del Fars; Xihab al-Din ibn Fadl Allah al-Umari (+ 1348) els considera propers als Xabankara i diu que eren generosos i hospitalaris. Van jugar cert paper en el regnat de l'indjúida Abu IXak Djamal al-Din i el 1354 el muzaffàrida Xudja Xah els va castigar severament per un atac a Siraz. Els xuls formaven ja una unitat ètnica diferenciada dels lurs i els kurds.
Nawbandagan o Nawbandjan va perdre importància i va sorgir una nova capital quan Tamerlà en la seva campanya del 1393 va arribar al país i es va aturar a Malamir-i Xul ("La propietat de l'amir dels xuls", amb l'afegit Xul per distingir-la d'un altre Malamir o Idhadj) situada en el qual avui dia és Fahliyan (la moderna capital del districte). Umar Xaïkh (+1393), el fill de Tamerlà, que anava a la rereguarda del seu pare, va combatre a tots els insubmisos kurds, xuls i lurs. Posteriorment les incursions dels veïns i el seu caràcter nòmada van contribuir a la seva progressiva dispersió, i la similitud de la seva llengua amb el persa a la final absorció i assimilació. Avui dia només en queden traces en la toponímia de part del Fars, especialment als comtats de Siraz i Buixire o Buixehr. El país fou ocupat progressivament pels kurds mamasani o mamassani que es declaren originaris del Sistan; la seva llengua és un dialecte luri.